# Quintus Iunius Arulenus Rusticus
Quintus Iunius Arulenus Rusticus († 93) war ein römischer Politiker und Stoiker aus italischer Familie.

## Familie
Die zur gens Iunia gehörende Familie, heimisch wahrscheinlich in Norditalien, hat seit dem Beginn des 1. Jahrhunderts viele Politiker hervorgebracht. Der erste Senator war Arulenus’ Vater oder Großvater Iunius Rusticus, der unter Kaiser Tiberius die Senatsakten führte. Sein Bruder, wie er ein überzeugter Anhänger der Stoa, war Iunius Mauricus, Senator und Freund und Förderer von Plinius dem Jüngeren. Verheiratet war er wahrscheinlich mit Verulana Gratilla, mit der er mehrere Kinder hatte. Mindestens eine Tochter und mehrere Söhne sind belegt. Nach seiner Hinrichtung unter Domitian lebten seine noch minderjährigen Kinder bei seinem Bruder. Ein Sohn oder Enkel war wohl Quintus Iunius Rusticus, Stoiker und hoch angesehener Lehrer des Kaisers Mark Aurel. Seiner Tochter vermittelte Plinius die Ehe mit seinem Freund Minucius Acilianus.

## Politische Karriere
Das genaue Jahr seines Antritts der Ämterlaufbahn als Quaestor ist nicht belegt. Im Jahr 66 betrat er die politische Bühne als Volkstribun, tribunus plebis. Damit stellte sich ihm ein persönliches Problem: Er war mit dem Stoiker Thrasea Paetus befreundet, der auf Veranlassung des Kaisers Nero vom Senat zum Tode verurteilt wurde. Arulenus Rusticus wollte als flagrans iuvenis, zorniger junger Mann, interzedieren, aber Thrasea Paetus überredete ihn dazu, es nicht zu tun, um noch mehr Unheil zu verhindern. An Mut und Haltung gebrach es Arulenus Rusticus offensichtlich nicht.
Das zeigte er auch im Jahre 69 als Praetor. In den bürgerkriegsähnlichen Kämpfen um den Kaisertitel nach Neros Tod gehörte er zu einer Verhandlungsdelegation des Vitellius mit den heranrückenden flavianischen Truppen. Dabei wurde er von flavianischen Soldaten verletzt, obgleich er in offiziellem Auftrag des Senats als römischer Praetor mit besonderem Ansehen (propria dignatio viri) im Vertrauen auf das sacrum etiam inter exteras gentes legatorum ius, das selbst unter fremden Völkern heilige Gesandtschaftsrecht, gekommen war.
Seine politische Karriere erreichte im September 92 n. Chr. unter Domitian ihren Höhepunkt mit der Bestellung zum Suffektkonsul zusammen mit Gaius Iulius Silanus.
Schon im folgenden Jahr kam es zur Zuspitzung der despotischen Tendenzen des Kaisers. Prozesse gegen bekannte Stoiker wurden geführt. Arulenus Rusticus und Herennius Senecio wurden für ihre Lobschriften auf die bekannten verurteilten Stoiker Thrasea Paetus und Gaius Helvidius Priscus Ende des Jahres 93 zum Tode verurteilt und hingerichtet, Verulana Gratilla und Arulenus Rusticus' Bruder Iunius Mauricus verbannt. Wie sehr die politische Atmosphäre vergiftet war, zeigt sich in der öffentlichen Verbrennung der genannten Lobschriften.

## Bedeutung
Quintus Iunius Arulenus Rusticus stellte seine Weltanschauung und senatorische Haltung (dignitas, wörtlich: Würde) über opportunistische Anpassung an Domitians Despotie. Von Plinius dem Jüngeren wurde er dafür bewundert, von Tacitus eher kritisch gesehen. Er ergriff die Partei der kompromittierten senatorischen Führungselite: „Die senatorische dignitas ist also in der taciteischen Darstellung, wenn man sich nicht gerade unter einem schlechten Kaiser vollständig kompromittiert hatte, eine vom Herrscher relativ unabhängige Größe, weshalb sie auch nach einer Tyrannis wie derjenigen Domitians nicht grundsätzlich in Frage gestellt werden kann und die soziopolitische Stellung der Mitglieder der Führungsschicht grundsätzlich beizubehalten ist.“
Beide gehörten zur politische Elite der Post-Domitian-Ära, die allerdings auch schon vorher ihren Cursus honorum erfolgreich absolviert hatten, also auch unter Domitian in der Verantwortung standen.